# Kosančić (Vrbas)
Pour les articles homonymes, voir Kosančić.
Kosančić (en serbe cyrillique : Косанчић) est un village de Serbie situé dans la province autonome de Voïvodine. Il fait partie de la municipalité de Vrbas dans le district de Bačka méridionale. Au recensement de 2011, il comptait 100 habitants.
Kosančić est situé entre Savino Selo, Pivnice, Lalić, Ruski Krstur et Kula.

## Démographie

### Évolution historique de la population
| 1948 | 1953 | 1961 | 1971 | 1981 | 1991 | 2002 | 2011 |
| ---- | ---- | ---- | ---- | ---- | ---- | ---- | ---- |
| 236  | 216  | 239  | 188  | 174  | 175  | 163  | 100  |

|  |